# David I. Walsh
David I. Walsh (Leominster, 1872. november 11. – Boston, 1947. június 11.) az Amerikai Egyesült Államok szenátora (Massachusetts, 1919–1925 és 1926–1947).